# Acroneuroptila sardoa
Acroneuroptila sardoa is een rechtvleugelig insect uit de familie krekels (Gryllidae). De wetenschappelijke naam van deze soort is voor het eerst geldig gepubliceerd in 1959 door Baccetti.